# Arany (keresztnév)
Az Arany női név az arany szóból eredő régi magyar személynév.

## Rokon nevek
Aranka, Aranyka, Aranyos, Ari, Arika

## Gyakorisága
Az újszülötteknek adott nevek körében az 1990-es években szórványosan fordult elő. A 2000-es és a 2010-es években sem szerepelt a 100 leggyakrabban adott női név között.
A teljes népességre vonatkozóan az Arany sem a 2000-es, sem a 2010-es években nem szerepelt a 100 leggyakrabban viselt női név között.

## Névnapok
február 8., június 16., július 19., október 4., október 15., október 16., december 2.